# Nominierungsparteitag (Vereinigte Staaten)
Die Nominierungsparteitage (National Convention) gehören zu den Höhepunkten eines Wahljahres in den USA. Bei diesen nationalen Parteitagen, die traditionell im Sommer stattfinden, stimmen die Delegierten der Bundesstaaten über den Präsidentschaftskandidaten der Partei ab. In der Praxis handelt es sich um politische Volksfeste, die nach einer genau geplanten Dramaturgie ablaufen. Von ihrer einst zentralen Bedeutung haben diese Veranstaltungen inzwischen einiges eingebüßt, da (durch den monatelangen Vorwahlkampf) das Ergebnis heute faktisch schon vorher feststeht. Ursprünglich war das nicht so: Die Vorwahlen – die zahlreichen Caucuses und Primaries – sollten lediglich ein Meinungsbild liefern, welcher Kandidat die besten Chancen besitzt. Die eigentliche Entscheidung aber sollte erst auf dem Nominierungsparteitag fallen. Die Nominierungsparteitage dienen heute vor allem dazu, die Aufmerksamkeit von Medien und Öffentlichkeit auf die nominierten Kandidaten zu ziehen.